# Cenotafio y monumento de guerra de Colombo
El Cenotafio y monumento de guerra de Colombo se encuentra en el parque Viharamahadevi, Colombo, Sri Lanka. Está dedicado a los hombres y mujeres del antiguo Ceilán muertos durante las dos guerras mundiales, cuenta con un imponente cenotafio y muros monumentales. 
El edificio fue construido en la década de 1920 para recordar tanto a los nativos de Ceilán como a los europeos en Ceilán que murieron en la Primera Guerra Mundial, siendo construido en el Galle Face. Fue desmantelado y re-erigido en el parque Victoria, durante la Segunda Guerra Mundial después de que surgieran temores de que los japoneses pudieran utilizarlo como un marcador para dirigir su artillería.